# Blasenkapazität
Die Blasenkapazität, genauer: die Harnblasenkapazität, ist das Fassungsvermögen der Harnblase, also das maximal erreichbare Volumen. Dieses ist bei einer Schrumpfblase (Vesica fibrosa) verkleinert und bei der Überlaufblase vergrößert.

## Begriffe
Unterschieden werden kann:
- räumliche Blasenkapazität, auch eigentliche Kapazität (was geht bei maximaler Füllung ohne Überlaufen hinein)
- funktionelle Blasenkapazität oder englisch maximal voided volume (MVV) (wie viel kann maximal entleert werden), wobei das maximal entleerte Volumen der Blasenkapazität entsprechen soll[2]
- geschätzte Blasenkapazität oder englisch expected bladder capacity; estimated bladder capacity (EBC) (das erwartete bzw. geschätzte Fassungsvermögen)

## Bestimmung des Blasenvolumens
Das Blasenvolumen und die Blasenkapazität können radiologisch, in Narkose durch Zystoskopie oder (meist) sonographisch bestimmt werden.
Dabei wird das Volumen nach der Ellipsoidformel Höhe × Tiefe × Breite × 0,5 in cm³ ermittelt.
Bei gesunden Kindern ist der Blaseninnendruck bei Füllungsvolumina zwischen 20 ml und 200 ml kleiner als 30 Zentimeter Wassersäule.
In der Pädiatrie gibt es eine andere Schätzformel für das Blasenvolumen V in Milliliter:
- V = L × W × [(D1 + D2) : 2] × K mit
- L = Harnblasenlänge im cm
- W = Harnblasenbreite in cm
- D1 = longitudinale Blasentiefe in cm
- D2 = transversale Blasentiefe in cm
- K = Korrekturfaktor mit Werten zwischen 0,5 und 1,1

## Entwicklung der Blasenkapazität
Die Harnblase beim Säugling hat etwa ein Fassungsvermögen von 50–90 ml, mit 1–2 Jahren beginnt (durch Toilettentraining) die willentliche Kontrolle.
Das Blasenwachstum beträgt bei Kindern und Jugendlichen etwa 25 ml pro Jahr, das altersentsprechend normale Blasenvolumen kann nach verschiedenen Formeln errechnet werden: meistens nach der Formel (Alter + 1) × 30 in ml.
Beim Erwachsenen liegt die normale alltägliche maximale Füllmenge weit unterhalb der Blasenkapazität (maximal mögliche Höchstmenge), nämlich bei etwa 300–400 ml.

## Klinische Bedeutung
Kann die Blase nicht weitgehend vollständig entleert werden, bleibt Restharn zurück und kann einen Harnwegsinfekt begünstigen.
Ist die Blasenkapazität vermindert, kommt es zu häufigeren Entleerungen (Miktion), zur Pollakisurie.
Bei einer Enuresis wird häufig nach der Blasenkapazität gefragt.
Übernormal großes Fassungsvermögen findet sich z. B. bei der Überlaufblase oder dem Hinman-Syndrom.